# Hoh

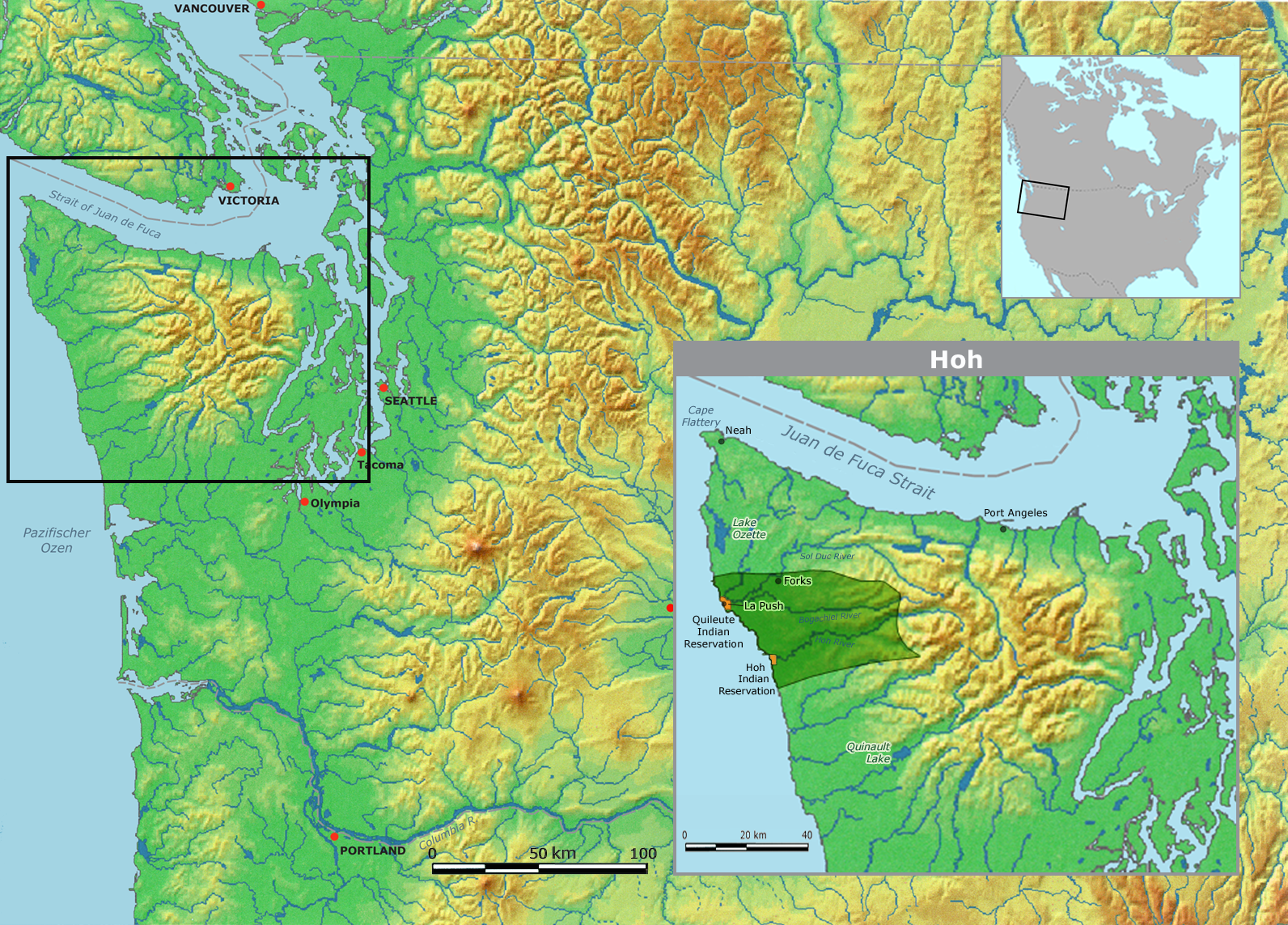
Mapa de la reserva Hoh en la Península Olímpica

Los Hoh son una tribu norteamericana del oeste del estado de Washington, en los Estados Unidos. Esta tribu vive en la parte noroeste de este estado, sobre la costa del Pacífico en la península Olímpica.
Los Hoh se asentaron en la Reserva India Hoh, 47°44′31″N 124°25′17″O / 47.74194, -124.42139 en la boca del río Hoh, luego de la firma del Tratado de Quinault el 1 de julio de 1855. La reserva abarca 1.929 km² y según el censo del año 2000 la población residente sumaba 102 personas, 81 de las cuales eran indígenas nativos. 
El río Hoh toma su nombre del vocablo en idioma Quinault para "río", Hoxw.